# Adamo ed Eva (Tintoretto)
La Tentazione di Adamo ed Eva o Peccato originale è un dipinto del pittore veneziano Tintoretto realizzato intorno al 1550 - 1553 e conservato nella Gallerie dell'Accademia a Venezia.

## Descrizione e stile
La scena ha per oggetto il passo biblico, dal libro della Genesi, del peccato originale compiuto da Adamo ed Eva nel giardino dell'Eden. Tintoretto ha introdotto i personaggi secondo la tradizione iconografica. In basso rilievo si vede un piedistallo composto da un muretto di pietre a due livelli in cui si siedono Adamo, nella parte più bassa e al lato sinistro, ed Eva, in quella leggermente più alta e al lato destro. Al centro tra le due figure umane, attaccato al muretto, si trova l'albero della conoscenza del Bene e del Male di cui Dio aveva detto ai primogeniti di non mangiare i frutti. Eva, dopo essere stata ingannata dal demonio sotto forma serpente con in bocca il frutto proibito, si piega verso Adamo per offrire il frutto, e nell'atto si appoggia con la mano sinistra e il corpo all'albero. Adamo, con le spalle allo spettatore e girato verso Eva, porge la mano sinistra per non cadere e guarda il frutto con l'atteggiamento pensieroso e timido ma poi cederà.
Sullo sfondo a destra si vede la cacciata dal paradiso: l'angelo con la spada infuocata caccia Adamo ed Eva.